# S/2003 J 16
S/2003 J 16 é um satélite natural de Júpiter. Foi descoberto em 2003 por uma equipe de astrônomos liderada por Brett J. Gladman.
S/2003 J 16 tem cerca de 2 km de diâmetro, e orbita Júpiter a uma distância média de 20 744 000 km em 610,362 dias, em uma inclinação de 151° com a eclíptica (149° com o equador de Júpiter), em uma direção retrógrada com uma excentricidade de 0,3185.

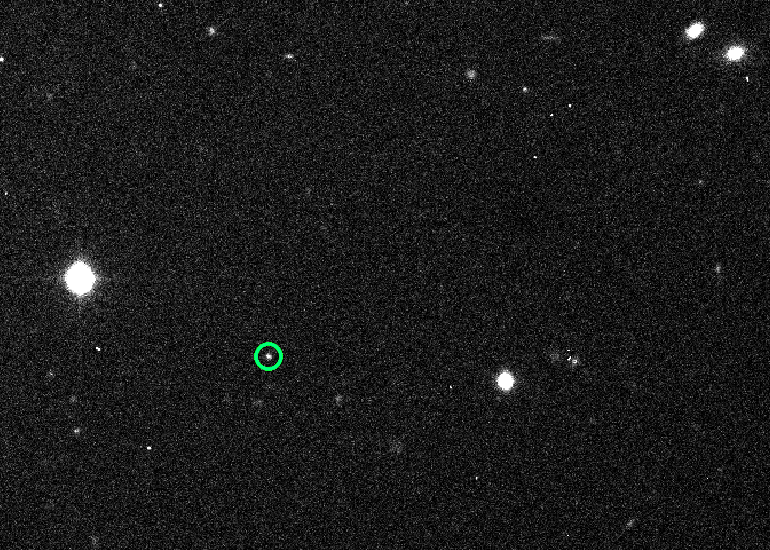
Imagem da descoberta de S/2003 J 16.

Pertence ao grupo Ananke, feito de satélites irregulares retrógrados com semieixos maiores entre 19,3 e 22,7 milhões de quilômetros, em inclinações de aproximadamente 150°.